# Bóbr
Bóbr (Castor) – rodzaj ssaka z rodziny bobrowatych (Castoridae).

## Rozmieszczenie geograficzne
Rodzaj obejmuje gatunki występujące w Eurazji i Ameryce Północnej.

## Morfologia
Długość ciała (bez ogona) 800–900 mm, długość ogona 200–300 mm; masa ciała 15–20 kg (rzadko 30–40 kg).

## Systematyka
Rodzaj zdefiniował w 1758 roku szwedzki przyrodnik Karol Linneusz w 10 wydaniu Systema Naturae, książki swojego autorstwa poświęconej systematyce zwierząt. Linneusz wymienił dwa gatunki – Castor moschatus i Castor fiber – z których gatunkiem typowym jest (Linneuszowska tautonimia) Castor fiber.

### Etymologia
- Castor: łac. castor, castoris ‘bóbr’, od gr. κάστωρ kastōr, καστορος kastoros ‘bóbr’[9].
- Fiber: łac. fiber ‘bóbr’ (por. nowołac. fiber ‘nurek, pływak’)[10]. Gatunek typowy: Duméril nie wymienił żadnego gatunku.
- Mamcastorus: modyfikacja zaproponowana przez meksykańskiego przyrodnika Alfonso Luisa Herrerę w 1899 roku polegająca na dodaniu do nazwy rodzaju przedrostka Mam (od Mammalia)[11].

### Podział systematyczny
Do rodzaju należą dwa żyjące współcześnie gatunki:
| Grafika | Gatunek           | Autor i rok opisu | Nazwa zwyczajowa | Podgatunki         | Rozmieszczenie geograficzne | Podstawowe wymiary                     | Status IUCN |
| ------- | ----------------- | ----------------- | ---------------- | ------------------ | --- | -------------------------------------- | ----------- |
|         | Castor fiber      | Linnaeus, 1758    | bóbr europejski  | gatunek monotypowy | Europa od południowej Francji (Delta Rodanu) na północ do Półwyspu Skandynawskiego, na wschód niejednolicie do popłudniowej Syberii, gór Ałtaj i rzeki Amur | DC: 80–90 cm DO: 20–30 cm MC: 15–20 kg | LC          |
|         | Castor canadensis | Kuhl, 1820        | bóbr kanadyjski  | gatunek monotypowy | Ameryka Północna, od Kanady (delta rzeki Mackenzie) na południe przez Stany Zjednoczone do północnego Meksyku (Tamaulipas)                                  | DC: 80–90 cm DO: 20–30 cm MC: 15–20 kg | LC          |

Kategorie IUCN:  LC  – gatunek najmniejszej troski.
Opisano również gatunki wymarłe:
- Castor californicus L. Kellogg, 1911[15] (Stany Zjednoczone; miocen–pliocen)
- Castor neglectus Schlosser, 1902[16] (Polska; pliocen)
- Castor orientalis Tokunaga & Naora, 1939[17] (Chińska Republika Ludowa; plejstocen).

W przeszłości w obrębie rodzaju lokowano także wymarły gatunek Sinocastor anderssoni (jako Castor anderssoni), ale opublikowana przez naukowców (Natalia Rybczynski, Elizabeth M. Ross, Joshua X. Samuels, William W. Korth) w 2010 roku analiza morfometryczna wykazała szereg różnic w budowie kości czaszki, z których część nie została zauważona we wcześniejszych badaniach. W konsekwencji gatunek został wydzielony do odrębnego rodzaju Sinocastor. Do rodzaju Castor zaliczany był w przeszłości inny wymarły gatunek – Palaeocastor peninsulatus, opisany naukowo po raz pierwszy przez Edwarda Cope’a w 1881 roku. Po rewizjach Rubena Stirtona (1935) i Xu Xing (1996) wymarły gatunek jest zaliczany do rodzaju Palaeocastor.